# أمونيا
الأمونيا الثلاثية الهيدروجين أو الأمونياك أو غاز النُشَادُر أو روح النشادر (تعريب الفارسية نوشادر أو نوشاذر) هو غاز قلوي لا لون له. يتشكل من جزء نتروجين واحد وثلاثة أجزاء هيدروجين . والأمونياك  أخف من الهواء ولها رائحة نفاذة مميزة. الرمز الكيميائي له هو NH3 ويحضر بتقطير الفحم أو بعض المواد النيتروجينية. لا يشتعل غاز الأمونياك في الهواء، ولكنه يشتعل في الأكسجين ويحدث لهبا أصفرا ضعيفا.

## التاريخ
أطلق الرومان على ودائع كلوريد الأمونيوم التي جمعوها بالقرب من معبد آمون في ليبيا القديمة ملح آمون. أملاح الأمونياك كانت معروفة منذ العصور المبكرة جدا؛ حيث ظهر المصطلح "Hammoniacus sal" في كتابات بليني، على الرغم من ذلك ليس معروفا حتى الآن ما إذا كان هذا المصطلح متطابقا مع ملح النشادر الأكثر حداثة (كلوريد الأمونيوم).

## الخواص
الأمونياك شديد الذوبان في الماء. ويُشكِّل محلولا يعرف باسم هيدروكسيد الأمونيوم NH4OH ، و الأمونياك ليس فعّالا بدرجة كبيرة عندما يكون جافا ولكن عندما يذوب يتفاعل مع الكثير من المواد الكيميائية. يعادل هيدروكسيد الأمونيوم العديد من الأحماض ويُشكِّل أملاح الأمونيوم المقابلة. مثلا إذا أُضيف حمض الهيدروكلوريك (HCL) إلى هيدرو كسيد الأمونيوم (NH4OH) ينتج محلول كلوريد الأمونيوم NH4CL حسب المعادلة:
NH4OH + HCl → NH4Cl + H2O
يتحوّل الأمونياك إلى سائل عند 33.35 -°م. ويغلي سائل الأمونياك في نفس درجة الحرارة، ويتجمّد ويتحول إلى مادة صلبة صافية عند 77.7-°م وفي تحوله من سائل إلى غاز مرة أخرى يمتص الأمونياك قدرا كبيرا من الحرارة من المحيط الخارجي، بحيث يمتص الغرام الواحد من الأمونياك 327 سعرا حراريا. ولهذا السبب الأمونياك يستعمل بشكل واسع في أجهزة التبريد. يمكن اكتشاف تنفيس هذه المادة بحاسة الشم ويحد مكان التنفيس بإشعال أصابع مادة الكبريت بالقرب من المكان المشكوك وجود تنفيس به فيظهر دخان أبيض في حالة وجود تنفيس. تختلط الأمونياك تماماً مع زيوت التزييت.

## التحضير

### تحضيره في المختبر
يتم تحضير الأمونياك في المختبر بتسخين أحد أملاح الأمونيوم مع هيدروكسيد الصوديوم. ويمكن أن يعرف غاز الأمونياك من رائحته وبقدرته على تحويل ورق دوار الشمس الرطب من الأحمر إلى الأزرق.
مثلا يمكن تحضيره بتسخين كلوريد الأمونيوم مع الجير المطفي الجاف أو NaOH
2NH4Cl + Ca(OH)2 → CaCl2 + 2NH3 +2H2O

### تحضيره في الصناعة
يتم تحضير الأمونياك في الصناعة بطريقتين :

#### طريقة السياناميد
يحضر الأمونياك بهذه الطريقة بمفاعلة كربيد الكالسيوم CaC2 المسحوق والمسخن إلى 1100 درجة مئوية مع غاز النيتروجين، فيتكون سياناميد الكالسيوم CaCN2 الممزوج بالجرافيت.
CaC2 +N2 → CaCN2 + C
وبتسخين سياناميد الكالسيوم مع الماء تحت ضغط مرتفع، يتكون غاز النشادر وكربونات الكالسيوم.
CaCN2 + 3H2O → CaCO3 + 2NH3

#### تفاعل هابر-بوش
وهي الأهم صناعيا وتجري عن طريق التفاعل المباشر بين النتروجين والهيدروجين عند ضغوط مرتفعة بوجود حفاز.
إن كلا من الغازين يمكن الحصول عليهما بسهولة ورخص. يتم مزج حجم واحد من النتروجين مع ثلاثة حجوم من الهيدروجين تحت ضغط مرتفع ودرجة حرارة عالية (300 ضغط جوي، 475°م) وبوجود حفاز من أكسيد الحديد المنشط ببعض أكسيد المعادن مثل: أكسيد الألومنيوم هذا وتزداد نسبة الأمونياك بازدياد الضغط وانخفاض درجة الحرارة.
{\displaystyle {\begin{matrix}&\\N_{2}+3H_{2}&{\overrightarrow {\qquad }}&2NH_{3}&{\rm {\Delta \ H_{298}^{0}}}=-92,2{\rm {KJ/mol}}\\\end{matrix}}}
كما يمكن الحصول على الأمونياك كمنتج ثانوي أثناء إنتاج الفحم الحجري وغاز الكوك.

## الاستعمالات
- يستخدم الأمونياك بشكل واسع كسماد مخصب. وتعدّ نترات الأمونيوم وأملاح الأمونيوم الأخرى أسمدة جيدة وتساعد في زيادة إنتاج المحصول لأنها تحتوي على نسبة عالية من النتروجين. في بعض المناطق الزراعية يتم الآن استعمال الأمونياك اللامائي (الأمونيا اللامائية)، وذلك من خزانات كبيرة تحتوي على غاز الأمونياك المضغوط. (وتقدر الكمية المستعملة من الأمونياك في صناعة الأسمدة ب 75% من إنتاج الأمونياك) ومن أهمها سماد اليوريا.
- تتم أكسدة كميات كبيرة من الأمونياك لصناعة حمض النتريك الذي يدخل في العديد من الصناعات المهمة.
- كما يستخدم أيضا في صبغ وتنظيف القطن والصوف وليف الألياف النسيجية الأخرى. ويستخدم ماء الأمونياك كسائل منظف أحيانا. ويمكن أن يستعمل أيضا في تنظيف الأنسجة الملطخة بالحموض.
- يعدّ الأمونياك شيئا جوهريا في صناعة الكثير من المواد الكميائية والبلاستكية والفيتامينات والعقاقير. مثلا يقوم الأمونياك بدور العامل الحافز في صناعة مواد بلاستيكية مثل: الراتنج الصناعي، راتنج الميلامين.

## تأثيره على الصحة والبيئة
يتسبب الأمونياك اللامائي في حدوث الالتهابات والتهيّجات بالجلد والأعين والأنف والحلق والجزء العلوي من الجهاز التنفسي وحيث أن الأمونياك هو المصدر الرئيسي لعنصر النتروجين اللازم لنمو النباتات المائية فمن الممكن أن يُسهم الأمونياك في أجون (eutrophication) المسطحات المائية الراكدة أو بطيئة السريان وخاصة تلك المسطحات ذات المحتوى المحدود من النتروجين. بالإضافة إلی ذلك يُعدّ الأمونياك متوسطة السمية بالنسبة للكائنات المائية. وحتى الآن لم يثبت علمياً أن الأمونياك من المواد المسببة للسرطان.
وتعدّ الأمونياك مركباً رئيسياً في دورة النتروجين في الطبيعة ويتحول الأمونياك في البحيرات والأنهار والمجاري المائية الطبيعية إلى نترات.
كما يستخدم في ضبط الأس الهيدروجيني في مياه غلايات محطات توليد القوي.

## اقرأ أيضاً
- أملاح الشم